# Территория Миссури
Территория Миссури (англ. Territory of Missouri) — инкорпорированная организованная территория США, существовавшая с 4 июня 1812 года по 10 августа 1821 года. Юго-восточная часть территории была принята в состав США как штат Миссури.

## История
Луизианская покупка, по которой в 1803 году США получили право на огромную территорию вдоль долины Миссисипи, на которой сейчас располагается более десяти штатов, была преобразована в организованную инкорпорированную территорию Луизиана. Находящаяся южнее неё Орлеанская территория 4 июня 1812 года вошла в состав США как штат Луизиана, а территория Луизиана со столицей в Сент-Луисе во избежание путаницы была преобразована в территорию Миссури. Территория играла огромную роль как пограничная, буферная между США и западом континента. По той же причине она была постоянной ареной конфликта интересов и военных столкновений между белыми колонистами и индейскими племенами.

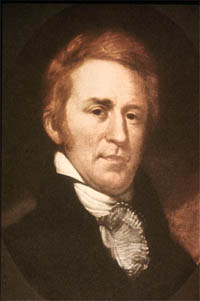
Уильям Кларк (портрет 1810 года).

До своей смерти в 1809 году губернатором территории Луизиана был Мериуэзер Льюис, один из организаторов экспедиции Льюиса и Кларка. Новым губернатором после самоубийства Льюиса был назначен Бенжамин Ховард, прибывший в Сент-Луис в 1810 году. Ховард и стал первым губернатором территории Миссури. В 1812 году во время англо-американской войны 1812 года Ховард ушёл в отставку и принял участие в войне в ранге бригадного генерала. Он умер, возвращаясь после войны в Сент-Луис. Вторым и последним губернатором территории Миссури стал Уильям Кларк, второй организатор экспедиции Льюиса и Кларка. При нём Миссури получил статус штата.
После образования территории Миссури была существенно изменена её политическая система. Так, Конгресс США образовал двухпалатный парламент территории. Палата представителей была выборной, Сенат (законодательный совет) состоял из членов, выдвинутых Палатой представителей территории, и утверждённых президентом США. Губернатора также назначал президент США. Политические права жителей территории мало отличались от прав жителей штатов США, и как население Сент-Луиса, так и конгресс США предполагали, что в обозримом будущем территория Миссури или её часть должны стать штатом.
В 1813 году Хенри Мари Брэкенридж, американский политик и будущий конгрессмен, занимавший различные посты в Орлеанской территории, опубликовал книгу, в которой изложил свои взгляды на развитие территории Миссури, сформировавшиеся в результате его многочисленных путешествий. Он писал, что, хотя правительство формально осуществляет контроль над всей территорией, реально его власть не осуществляется на землях, населённых индейцами, поэтому целесообразно выделить реальную территорию Миссури. Брэкенридж предложил ограничить территорию с севера и запада землями, принадлежащими индейцам согласно заключённым ими с правительством США договорами. В августе 1811 года военный секретарь (англ. Secretary of war) Уильям Юстис в письме к Кларку высказывал аналогичные идеи. В свете предстоящей войны с Великобританией Юстис рассматривал ухудшение отношений с индейскими народами Великих Равнин и как следствие их союз с англичанами как крайне нежелательное.

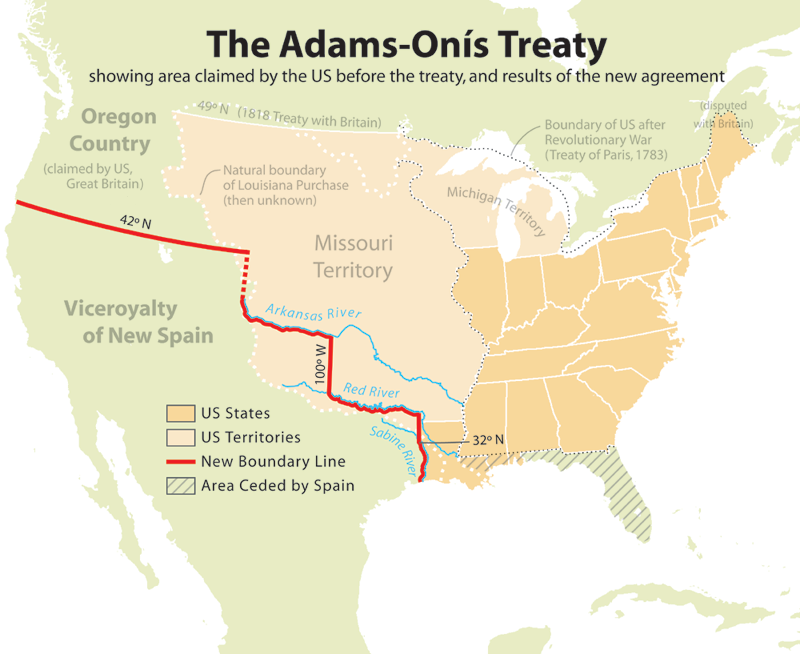
Граница территории Миссури по договору Адамса-Ониса

Границы территории изначально не были чётко определены. Территория Миссури была ограничена рекой Миссисипи на востоке и границей со штатом Луизиана на юге, но границы на севере, западе и юго-западе не были описаны какими-либо договорами и даже на картах обозначались весьма неопределённо. Англо-американская конвенция 1818 года определила границу между США и Великобританией (в настоящее время эта граница сохраняется между США и Канадой) по 49-й параллели. Договор Адамса — Ониса между США и Испанией, заключённый в 1819 году, провёл границу между территорией Миссури, Испанским Техасом и Новой Мексикой по реке Арканзас, в обмен на присоединение Флориды к США.
После этого Конгресс США начал готовиться к приёму Миссури в состав США. Проблема состояла в том, что в Миссури было разрешено рабовладение, и приём его изменил бы баланс рабовладельческих штатов. В результате был найден компромисс: параллель 36°30' в будущем должна была обозначать границу между свободными и рабовладельческими штатами; для Миссури было сделано исключение, но одновременно с Миссури в США был принят штат Мэн, где рабовладение было запрещено. 2 марта 1819 года часть территории Миссури южнее параллели 36°30', за исключением участка между реками Миссисипи и Сент-Френсис, была отделена под новую Территорию Арканзас. Юго-восточная часть территории была принята в состав США 10 августа 1821 года как Миссури. В 1820 году были проведены выборы губернатора будущего штата, которым стал Александер МакНейр.
Оставшаяся часть территории Миссури, находившаяся на современной территории штатов Айова, Небраска, Северная и Южная Дакота, Канзас, Вайоминг, Монтана, Колорадо и Миннесота, стала после 1821 года неорганизованной инкорпорированной территорией. В 1834 году земли к востоку от реки Миссисипи вошли в 1834 году в состав организованной территории Мичиган. К западу от Миссисипи были образованы новые территории: Айова (1838), Миннесота (1849), Канзас и Небраска (1854), Колорадо и Дакота (1861), Айдахо (1863), Монтана (1864) и Вайоминг (1868).